# Kajakarstwo na Letnich Igrzyskach Olimpijskich 1964 – C-1 1000 m mężczyzn
Zawody w kajakarstwie klasycznym kanadyjek (C1) na dystansie 1000 m mężczyzn na Letnich Igrzyskach Olimpijskich 1964 zostały rozegrane w dniach 20 października (eliminacje), 21 października (repasaże) i 22 października (finał). W zawodach wzięło udział 11 zawodników z 11 państw.

## Rezultaty
| Legenda | Legenda            | Legenda | Legenda  | Legenda | Legenda         | Legenda | Legenda                  | Legenda | Legenda         |
| ------- | ------------------ | ------- | -------- | ------- | --------------- | ------- | ------------------------ | ------- | --------------- |
| QS      | Awans do półfinału | R       | Repasaże | QF      | Awans do finału | DNS     | Zawodnik nie wystartował | DSQ     | Dyskwalifikacja |

### Eliminacje[1]
| Poz. | Zawodnik               | Reprezentacja     | Czas    | Uwagi |
| ---- | ---------------------- | ----------------- | ------- | ----- |
| 1    | Jewgienij Pieniajew    | ZSRR              | 4:41.06 | QF    |
| 2    | András Törő            | Węgry             | 4:42.31 | QF    |
| 3    | Bogdan Iwanow          | Bułgaria          | 4:48.39 | QF    |
| 4    | Paul Stahl             | Kanada            | 5:08.28 | R     |
| 5    | Dennis van Valkenburgh | Stany Zjednoczone | 5:12.63 | R     |
| 6    | Fred Wasmer            | Australia         | 5:26.80 | R     |

| Poz. | Zawodnik        | Reprezentacja  | Czas    | Uwagi |
| ---- | --------------- | -------------- | ------- | ----- |
| 1    | Jürgen Eschert  | Niemcy         | 4:36.92 | QF    |
| 2    | Andrei Igorov   | Rumunia        | 4:39.57 | QF    |
| 3    | Ove Emanuelsson | Szwecja        | 4:46.73 | QF    |
| 4    | Shōji Yoshio    | Japonia        | 5:05.11 | R     |
| 5    | Jan Jiráň       | Czechosłowacja | 5:18.33 | R     |

### Repasaże[2]
Wyścig 1
| Poz. | Zawodnik               | Reprezentacja     | Czas    | Uwagi |
| ---- | ---------------------- | ----------------- | ------- | ----- |
| 1    | Paul Stahl             | Kanada            | 4:55.79 | QF    |
| 2    | Jan Jiráň              | Czechosłowacja    | 4:58.59 | QF    |
| 3    | Dennis van Valkenburgh | Stany Zjednoczone | 5:00.34 | QF    |
| 4    | Shōji Yoshio           | Japonia           | 5:00.88 |       |
| 5    | Fred Wasmer            | Australia         | 5:16.40 |       |

### Finał[3]
| Poz. | Zawodnik               | Reprezentacja     | Czas    |
| ---- | ---------------------- | ----------------- | ------- |
|      | Jürgen Eschert         | Niemcy            | 4:35.14 |
|      | Andrei Igorov          | Rumunia           | 4:37.89 |
|      | Jewgienij Pieniajew    | ZSRR              | 4:38.31 |
| 4    | András Törő            | Węgry             | 4:39.95 |
| 5    | Ove Emanuelsson        | Szwecja           | 4:42.70 |
| 6    | Bogdan Iwanow          | Bułgaria          | 4:44.76 |
| 7    | Paul Stahl             | Kanada            | 5:04.79 |
| 8    | Dennis van Valkenburgh | Stany Zjednoczone | 5:12.55 |
| 9    | Jan Jiráň              | Czechosłowacja    | 5:40.00 |